# Molinillo (utensílio)

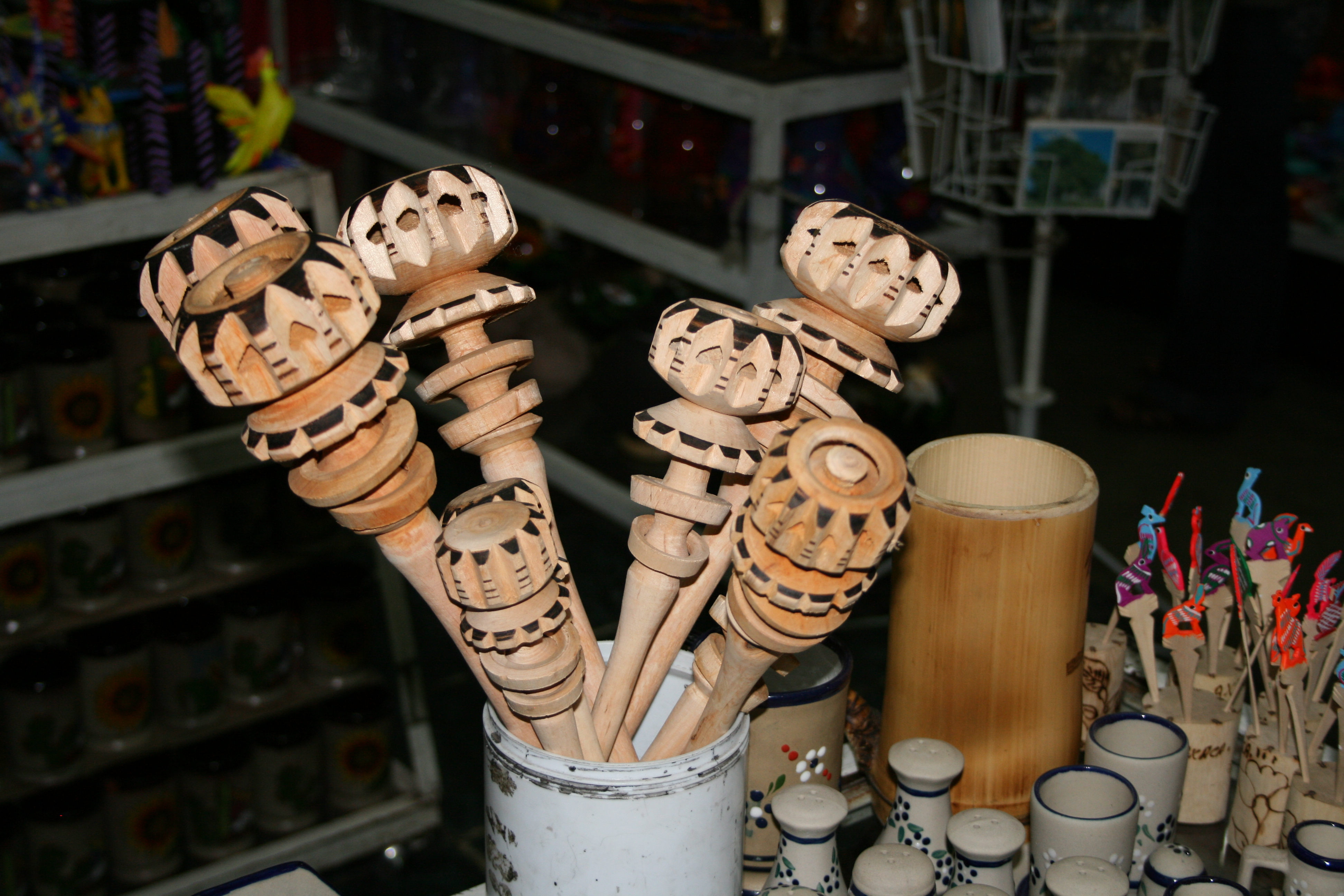
Molinillos à venda em Oaxaca, México.

Molinillo é um utensílio doméstico mexicano, mais especificamente um tipo de batedor, também usado na Colômbia e nas Filipinas, onde é denominado batirol ou batidor. Seu uso principal é na preparação de bebidas tais como o chocolate quente, o atole e o champurrado, estes últimos também servidos quentes. Seu uso é o seguinte: o molinillo é mantido entre as mãos e rotacionado ao esfregar uma palma na outra; esta rotação criar a espuma na bebida. Esse processo é o tema de uma popular cantiga infantil no México.

## Cultura popular
Um molinillo feito de prata, datado do período de pré-conquista e frequentemente usado pelo protagonista no romance The Discovery of Chocolate ("A Descoberta do Chocolate") de James Runcie.